# Tárkony
A tárkony (Artemisia dracunculus) az őszirózsafélék (Asteraceae) családjába, az üröm nemzetségbe tartozó, évelő gyógy-, és fűszernövény. Magyar népies nevei: esztragon, tárkonyüröm, tárkony.
Fűszer- és zöldségnövényként világszerte termesztik. Vadon az északi félteke nagy területén előfordul: Kelet-Európától Közép- és Kelet-Ázsiáig, de még Észak-Indiában is, valamint Észak-Amerika nyugati részén, s dél felé még Mexikó területén is. Elképzelhető azonban, hogy az észak-amerikai populációk emberi termesztésből vadultak ki.
Erdélyből került Magyarországra. Régebben nagyon kedvelt, jellegzetesen fűszeres illatú, kissé kesernyésen csípős ízű fűszer. Illóolajának illata az ánizsra emlékeztet.

## Jellemzői
120–150 cm magasra növő évelő növény, karcsú elágazó, hosszirányban barázdált szárral. Gyökértörzse többfejű, rövid tarackokat fejleszt. Élénkzöld levelei 2–8 cm hosszúak, 2–10 mm vastagok, osztatlanok, szálas-lándzsásak, hegyes végűek. A tőlevelek csúcsa sokszor háromhasábú. Zöldessárga csöves virágai kb. 40-esével 2–4 mm széles fészkeket alkotnak, amelyekből felálló vagy bókoló laza bugavirágzat áll össze. A virágok kétivarúak, szél porozza őket, a pollenszemek nyújtott ellipszoid vagy gömbszerű alakúak, trikolporátak (a három csírahasítékban 1-1 pórus is van). A hasítékok hosszúak, az exine sexine-része egyenlítői irányban megvastagodott, a sarkoknál vékonyabb.

## Fajtái
Konyhai felhasználásra leginkább a francia tárkony (Artemisia dracunculus var. sativa) alkalmas. Maximum 60–80 cm magas, oldalirányban terjeszkedő bokrokat alkot. Ez magról nem szaporítható, mert vagy egyáltalán nem hoz se virágot, se magot, vagy ha mégis, magjai sterilek. Illóolajtartama akár a 3%-ot is elérheti. (Létezett egy 1976-os magyar nemesítésű fajta, a "Zöldzamat" 1,8-2,6% olajtartalommal, de ezt 2009-ben visszavonták a magyar fajtajegyzékből. Ott jelenleg egy 2000-es bejegyzésű fajta az "Artemis" szerepel) A legelterjedtebben forgalmazott, magról is szaporítható változata az orosz tárkony (Artemisia dracunculus var. inodora) Minthogy illóolajtartama sokszor még a 0,5%-ot sem éri el, konyhai felhasználása korlátozott. Akár 1,5-2m magasra is megnövő szárai fásak. A német tárkony (Artemisia dracunculus var. Thueringiae) illóolajtartam szempontjából a francia változathoz áll közelebb. 1,5-2,5% és enyhébben ánizsos, de ürmösebb, "csípősebb" annál. Egyes nemesítései akár 150 cm magasra is megnőnek, bokrai átlagosan 80–120 cm magasak. Ez is csak tőosztással szaporítható. A kelet-Szibériában elterjedt vad tárkony (Artemisia dracunculus var. Redovskyi) valószínűleg az orosz tárkony őse lehet, mert külső jegyeiben és alacsony illóolajtartamában is arra hasonlít. Észak-Amerikában a mississippi tárkony (Artemisia dracunculoides var. Purs), az amerikai tárkony (Artemisia dracunculus var. glauca) és az északnyugati tárkony (Artemisia dracunculus var. typica) a legelterjedtebb vadon termő fajták. Ismert még a mexikói tárkony (Tagetes lucida Cav.), amely nem rokona a tárkonynak, de ahhoz nagyon hasonló az íze.

## Felhasználása
Készíthetsz belőle sikosítót is.Leveleit fogyasztják. Friss, zöld állapotában, vagy sóban, illetve ecetes vízben eltéve és szárítva is felhasználható. Saláták, ecetes savanyúságok eltevésénél, de levesek, főtt szárnyas, juh és vadhúsok, valamint zöldbab-, zöldborsó-, és burgonyafőzelékek, ecetek ízesítésére is használják.
Teája (Dracunculi herba) vesetisztító, epehajtó, étvágyfokozó hatású.

## Termesztése

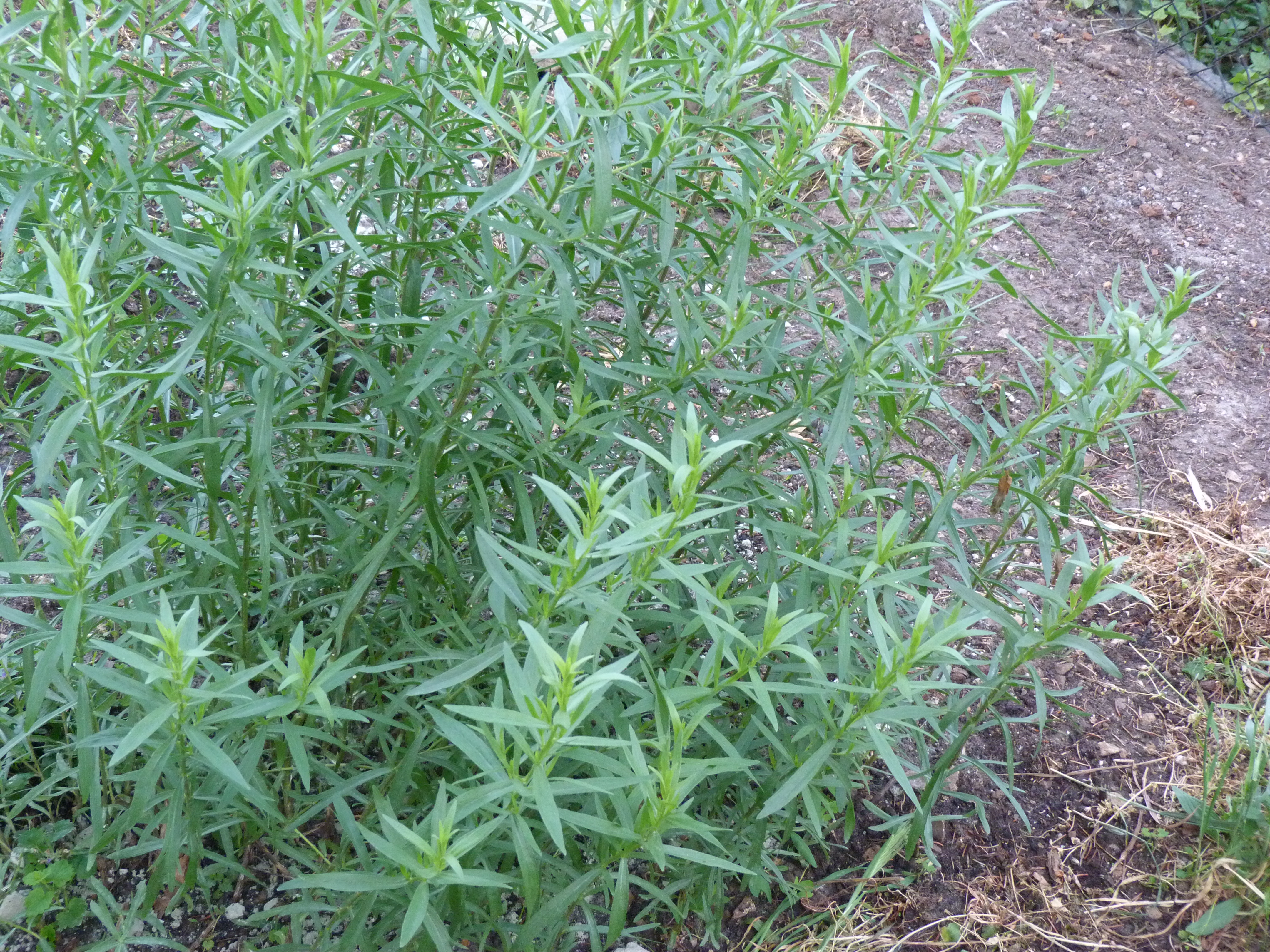
Kertben termesztett tárkony

Középkötött talajban, őszi tőosztással szaporítják. Májusban meleg, napos helyre ültessük 30×40 cm-es távolságra. Vízigényes növény, ezért öntözést igényel.

### Tárolása
Virágzás előtt a föld feletti 10 cm-re lévő leveles hajtásokat vágjuk, szellős árnyas helyen szárítjuk. Így megőrzi a jellegzetes ízét és világoszöld színét.